# Oxytropis turczaninovii
Oxytropis turczaninovii är en ärtväxtart som beskrevs av Boris Alexandrovich Jurtzev. Oxytropis turczaninovii ingår i släktet klovedlar, och familjen ärtväxter. Inga underarter finns listade i Catalogue of Life.